# 新马山站
新馬山站（：／ Sinmasan yeok */?）曾經为韩国铁路马山港第1埠头线上的一座鐵路站，位于庆尚南道昌原市马山合浦区，已于1977年废止。

## 历史
- 1905年，落成使用。
- 1977年12月，停止使用。